# Pokémon the Movie: Diancie and the Cocoon of Destruction
Pokémon the Movie: Diancie and the Cocoon of Destruction (ポケモン・ザ・ムービーXY 「破壊の繭とディアンシー」, Pokemon Za Mūbī Ekkusu Wai "Hakai no Mayu to Dianshī", lit. "Pokémon o Filme XY: Diancie e o Casulo da Destruição") é o décimo sétimo filme baseado no anime Pokémon e o primeiro da série Pokémon: Série XY. O filme foi lançado em 19 de julho de 2014 no Japão. Foi exibido no Cartoon Network no dia 8 de novembro de 2014 nos Estados Unidos. No Brasil, o filme foi exibido em 2 de agosto de 2015 no Cartoon Network. Em Portugal, o filme estreou em 1 de novembro de 2015 no Biggs.

## Produção
O filme foi anunciado depois do lançamento do filme Pokémon o Filme: Genesect e a Lenda Revelada, com um curto trailer mostrado. Mais tarde entre dezembro de 2013, e janeiro de 2014, a CoroCoro Comic confirmou o título do filme, juntamente com o anúncio no site oficial com o trailer oficial destacado no site oficial do filme. O primeiro cartaz do filme mostra todas as Mega Evoluções confirmadas de alguns Pokémon em Pokémon X e Y. A edição de fevereiro da CoroCoro afirma que o filme vai girar em torno de uma "Batalha Magnífica" entre Xerneas e Yveltal, como o significado oculto do título, relacionado com o Pokémon da Destruição. Nele nota-se também que muitos Pokémon lendários e várias Mega Evoluções vão aparecer no filme.
The Cocoon of Destruction será exibido ao lado do mini filme Pikachu, What's This Key For? (ピカチュウ、これなんのカギ？, Pikachū, Kore Nan no Kagi?, Pikachu, Para que Serve Esta Chave?) onde contará com o novo Pokémon Klefki. A revista revela que também contará com Jirachi, Victini, Manaphy, e Darkrai como convidados especiais. O tema de encerramento do filme será "Yoake no Ryūseigun" (夜明けの流星群, lit. "Aurora da Chuva de Meteoros") pela Scandal.

### Ambientação
O ambiente oficial do filme será baseado no Canada, nos locais onde incluem a cidade de Ottawa, o Canal Rideau, a cidade de Merrickville, Skydeck Tower, as Mil Ilhas do Rio São Lourenço, a cidade de Toronto, e a cidade Niagara-on-the-Lake. O diretor Yuyama afirmou que é a primeira vez desde Pokémon the Movie: Black—Victini and Reshiram and White—Victini and Zekrom que ele e sua equipe passaram em uma sessão local para o filme.

## Sinopse
Em um mundo chamado Diamond Domain (ダイヤモンド鉱国, Daiyamondo Kōkoku) encontra-se a poderosa Heart Diamond (聖なるダイヤ, Seinaru Daiya, "Holy Diamond"), em que serviu como fonte de energia ao reino e mantém o País Ore por séculos. Vários Carbink todos vivem no país referenciado, incluindo a sua princesa, a Pokémon da Joia Diancie que criou o diamante poderoso. No entanto, ela não tem mais o poder de controlar o Heart Diamond e seu país está a cair no caos como a vida do diamante está caindo aos pedaços.
Um dia, ela encontra-se com Satoshi e seus amigos e pede a eles para ir em uma jornada para encontrar o Pokémon da Vida Xerneas, a fim de restaurar o Heart Diamond de volta à vida. Mas que está em seu caminho é o Pokémon da Destruição, Yveltal, que uma vez roubou toda a vida na Região Kalos. Durante sua jornada, eles também são atacados pela Equipe Rocket, assim como ladrões de jóias Marilyn Flame e o Ninja Riot. Eles são auxiliados por Millis Steel e seu pai Argus, os viajantes que também enfrentam o Casulo da Destruição.

## Elenco

### Dublagem
| Personagem                            | Dubladores japoneses | Dubladores brasileiros | Dobradores portugueses |
| ------------------------------------- | -------------------- | ---------------------- | ---------------------- |
| Satoshi/Ash Ketchum                   | Rica Matsumoto       | Fábio Lucindo          | Raquel Rosmaninho      |
| Pikachu                               | Ikue Ohtani          | Ikue Ohtani            | Ikue Ohtani            |
| Citron/Clemont                        | Yūki Kaji            | Bruno Mello            | André Lourenço         |
| Eureka/Bonnie                         | Mariya Ise           | Jussara Marques        | Vânia Blubird          |
| Serena                                | Mayuki Makiguchi     | Michelle Giudice       | Sissi Martins          |
| Musashi/Jessie                        | Megumi Hayashibara   | Isabel de Sá           | Raquel Rosmaninho      |
| Kojirō/James                          | Shin-ichiro Miki     | Márcio Araújo          | Pedro Mendonça         |
| Nyarth/Meowth                         | Inuko Inuyama        | Armando Tiraboschi     | Mário Santos           |
| Narrador                              | Unshou Ishizuka      | Fábio Moura            | Mário Santos           |
| Diancie                               |                      | Tatiane Keplmair       | Isabel Queirós         |
| (Dace) Ancião do Domínio de Diamantes |                      | Carlos Campanile       |                        |
| Merrick (Guarda-Costa da Diancie)     |                      | Roberto Leite          |                        |
| Argus Steel                           |                      | Zeca Rodrigues         |                        |
| Millis Steel                          |                      | Katy Kelly             |                        |
| Marylin Flame                         |                      | Sílvia Goiabeira       |                        |
| Ninja Riot                            |                      | Ricardo Teles          |                        |
| Xerneas                               |                      | Silvia Suzy            |                        |

Dublagem realizada por Centauro Comunicaciones em cooperação com SDI Media.
Produtor Executivo: Kenji Okubo
Produtor: Gareth Howells
Produtor de localização: Erick  Heath
Supervisor de produção: Hilary Thomas
Coordenador de localização: Jay Blake
Design da logo: Eric Medalle e John Moore
Produção: Centauro Comunicaciones
Produção Assistente: Antonio Figueiredo e Andrea Nieto
Supervisor de Som: Danilo Battistini
Direção de dublagem: Márcia Regina
Tradução: Ivan Dela Cruz
Adaptação: Márcia Regina e Danilo Battistini
Mixagem: SDI Media Poland
Edição: SDI Media Poland
Timing: Danilo Battistini
Versão brasileira de "Pokémon Theme"
Performance: Iuri Stocco
Adaptação Original: Nil Bernardes
Modificações: Pedro Sangali
Versão brasileira de "Open my eyes"
Performance: Monica Toniolo
Letra: Pedro Sangali

## Histórico de Lançamento
| País           | Data de lançamento    |
| -------------- | --------------------- |
| Japão          | 19 de julho de 2014   |
| Estados Unidos | 8 de novembro de 2014 |
| Brasil         | 2 de agosto de 2015   |
| Portugal       | 1 de novembro de 2015 |